# Estación San Cosme
San Cosme es una estación de ferrocarril ubicada en la localidad del Mismo Nombre en el Departamento Homónimo en la Provincia de Corrientes, República Argentina. 

## Servicios
Se encuentra Precedida por la Estación Ingenio Primer Correntino.